# AN/APG-78 Longbow
AN/APG-78 Longbow — радиолокационная подсистема для противотанковой системы Longbow состоящая из радара на сантиметровых волнах и системы управления огнём на миллиметровых волнах для ударного вертолёта AH-64D/E Apache

## Описание
AN/ APG-78 Longbow представляет собой радиолокационную систему обнаружения целей с управлением огнём на миллиметровых волнах (FCR) и радиолокационный частотный интерферометр (RFI), которые размещены в куполе, расположенном над несущим винтом.
Поднятое положение обтекателя позволяет обнаруживать цель, когда вертолёт находится за препятствиями (например, местность, деревья или здания).[значимость факта?] APG-78 способна одновременно отслеживать до 128 целей и поражать до 16 одновременно; атака может быть начата в течение 30 секунд.
Радиомодем, интегрированный с набором датчиков, позволяет обмениваться данными с наземными подразделениями и другими Apache, позволяя им вести огонь по целям, обнаруженным одним вертолетом.
Обновлённый радар AN/APG-78 для AH-64E Guardian обладает надводными возможностями, что потенциально позволяет наносить удары с моря.